# 苏州新地中心
苏州新地中心，包括苏州香格里拉大酒店和新地国际公寓-苏寓，位于苏州高新技术产业开发区/虎丘区狮山路南，距离苏州火车站约15分钟车程。苏州新地中心是苏州地标性的超高层建筑之一，其中香格里拉大酒店楼高232米，是五星级的国际性酒店；苏寓共2栋，楼高均为210米，是苏州高档公寓建筑之一。
168米的东吴电视塔曾经被称为苏州城南的“埃菲尔”，然而2005年崛起的232米苏州新地中心打破了这一纪录，并成为当时江苏第一高楼。但后来被环球188打破记录。